# Władysław Słabczyński
Władysław Słabczyński (ur. 2 czerwca 1898 w Brzezicach, zm. 5 czerwca 1920 w Ozernej w obwodzie winnickim) – kanonier Wojska Polskiego. Uczestnik wojny polsko-bolszewickiej. Kawaler Orderu Virtuti Militari.

## Życiorys
Urodził się 2 czerwca 1898 w rodzinie Walentego i Zofii z d. Krzyżanowska.
Absolwent szkoły powszechnej.
Od stycznia 1919 w odrodzonym Wojsku Polskim. Wraz z 3 dywizjonem artylerii konnej  brał udział w walkach na wojnie polsko-bolszewickiej.
„Zginął pod wsią Ozierna na Fr. Lit. - Biał. podczas ataku nieprzyjacielskich samochodów pancernych. Za pełną inicjatywy postawę podczas najbardziej krytycznych chwil walki odznaczony Orderem Virtuti Militari”.

## Ordery i odznaczenia
- Krzyż Srebrny Orderu Wojskowego Virtuti Militari nr 3156[2][3]